# 海軍航空本部
海軍航空本部（かいぐんこうくうほんぶ、旧字体：海󠄀軍航空󠄁本部）は、日本の海軍省の外局の一つ。通称は「航本」。航空機や航空兵器の研究・計画・審査を管掌し、航空要員の教育も担当した。長は本部長であり、原則として海軍中将が就任した。1927年（昭和2年）4月に設立、1945年（昭和20年）11月の海軍省廃止と共に解体された。

## 沿革
海軍航空本部の創設以前、帝国海軍は航空分野に関する中央総括部署を持たずに、海軍省内部部局や海軍艦政本部が分割して担当していた。しかし、刻々と進歩する航空分野に十分対応するためには統一的に管轄する担当部署が必要であるとの認識から航空関連部署を新設することになった。これが海軍航空本部であり、海軍航空本部令（1927年（昭和2年）4月4日勅令第61号）により海軍艦政本部から分離独立する形で設立された。以後、航空行政を総括する立場から航空戦力増強を推進、それにともない組織も順次強化されていった。終戦後の1945年（昭和20年）11月30日、海軍省廃止に伴い海軍航空本部も解散した。

## 組織
海軍航空本部には各部があり、それぞれに部長・課長が置かれた。
- 総務部…開庁と同時に設置。航空本部を統括する。
- 教育部…開庁と同時に設置。教育を統括する。
- 技術部…開庁と同時に設置。技術開発を統括する。昭和17年11月1日、4部に発展解消。
- 補給部…昭和13年4月1日追加。資材調達・生産計画の立案。昭和17年11月1日、「第一部」に改称。
- 第一部…昭和17年11月1日補給部より改称。分掌は補給部と変わらず。
- 第二部…昭和17年11月1日技術部より改変。機体設計・開発を担当。昭和20年3月1日より発動機担当を兼務。
- 第三部…昭和17年11月1日技術部より改変。発動機設計・開発を担当。昭和20年3月1日より発動機部を第一部に譲り、射撃爆撃兵器担当に改変。
- 第四部…昭和17年11月1日技術部より改変。発着機および計測機器の設計・開発を担当。昭和20年3月1日より雷撃兵器担当に改変。
- 第五部…昭和20年3月1日海軍艦政本部第三部より権限委譲（部員は艦本三部と兼任）。艦本時代に引き続き無線機器担当。
- 第六部…昭和20年3月1日海軍艦政本部第五部より権限委譲（部員は艦本五部と兼任）。艦本時代に引き続き計測機器担当（第四部より委譲）。
- 第七部…昭和20年3月1日第四部より独立。発着機担当。

## 歴代航空本部長
1. 山本英輔 中将：1927年（昭和2年）4月5日 -
2. 安東昌喬 中将：1928年（昭和3年）12月10日 -
3. 松山茂 少将：1931年（昭和6年）10月10日 -
4. 加藤隆義 中将：1933年（昭和8年）11月15日 -
5. 塩沢幸一 中将：1934年（昭和9年）1月17日 -
6. 山本五十六 中将：1935年（昭和10年）12月2日 -
7. 及川古志郎 中将：1936年（昭和11年）12月1日 -
8. （兼）山本五十六 中将：1938年（昭和13年）4月25日 -
9. 豊田貞次郎 中将：1938年（昭和13年）11月15日 -
10. （兼）豊田貞次郎 中将：1940年（昭和15年）9月6日 -
11. 井上成美 中将：1940年（昭和15年）10月1日 -
12. （兼）沢本頼雄 中将：1941年（昭和16年）8月11日 -
13. 片桐英吉 中将：1941年（昭和16年）9月10日 -
14. 塚原二四三 中将：1942年（昭和17年）12月1日 -
15. 戸塚道太郎 中将：1944年（昭和19年）9月15日 -
16. （兼）井上成美 中将：1945年（昭和20年）5月1日 -
17. 和田操 中将：1945年（昭和20年）5月15日 - 11月1日